# Xysticus conflatus
Xysticus conflatus är en spindelart som beskrevs av Song, Tang och Zhu 1995. Xysticus conflatus ingår i släktet Xysticus och familjen krabbspindlar. Inga underarter finns listade i Catalogue of Life.